# Martin Häusling

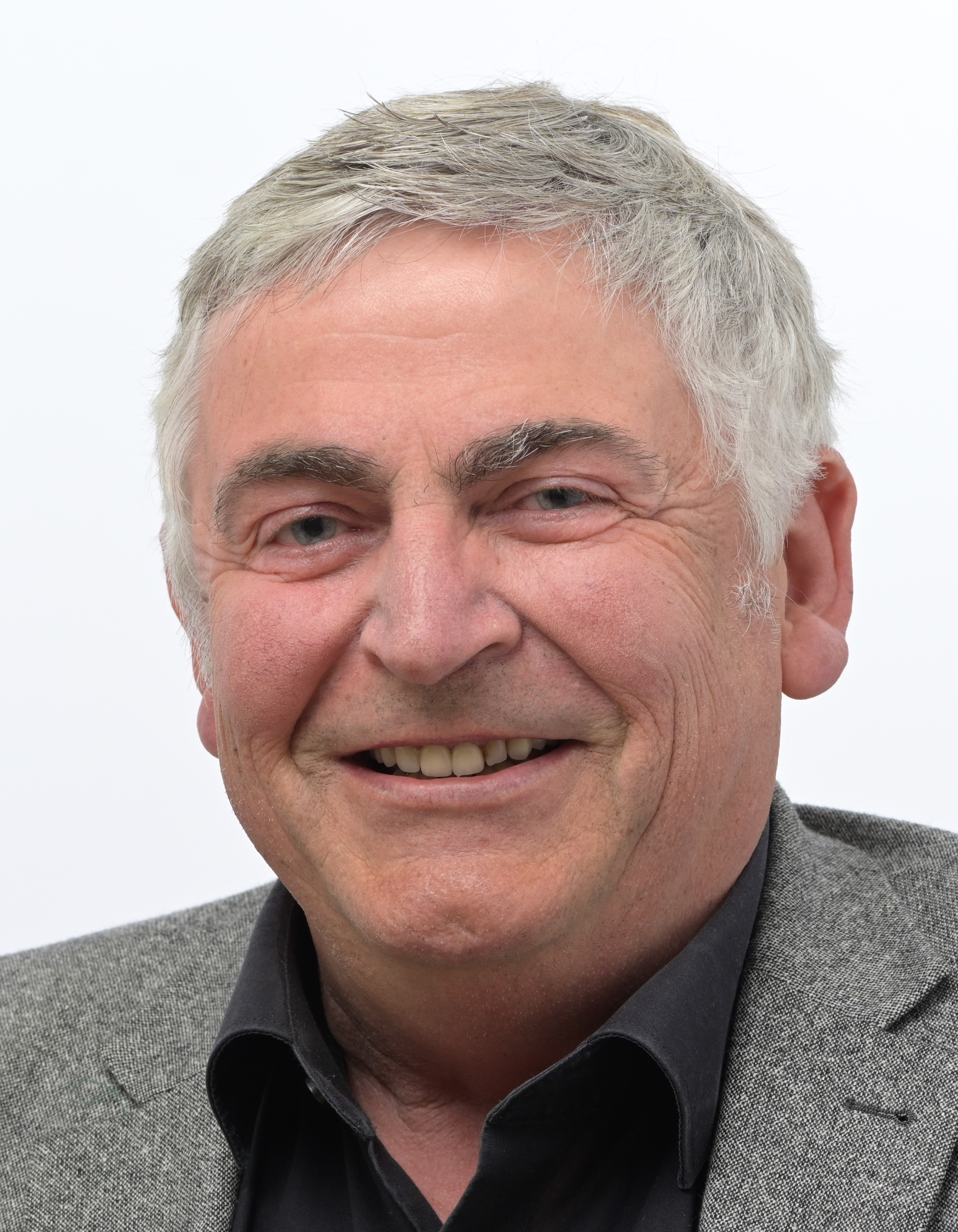
Martin Häusling (2024)

Martin Karl Christian Häusling (* 26. März 1961 in Bad Wildungen) ist ein deutscher Politiker (Bündnis 90/Die Grünen). Er ist seit 2009 Mitglied des Europäischen Parlaments und agrarpolitischer Sprecher der Grünen/EFA-Fraktion. Von 2003 bis 2008 und von Februar bis Juli 2009 war er Mitglied des Hessischen Landtags.

## Leben
Häusling ist gelernter Agrartechniker. Der Familienbetrieb, der Kellerwaldhof, wird seit 1988 nach Bioland-Richtlinien bewirtschaftet, seit 1999 wird eigener Käse hergestellt. Er ist verheiratet mit der Fotografin Marianne Spenner-Häusling und hat zwei Kinder.

## Partei
Häusling ist seit der Gründung der Grünen in Hessen Parteimitglied und nahm an der Gründungsveranstaltung der Partei am 15. Dezember 1979 in Leihgestern teil. Seit 1981 sitzt er in der Gemeindevertretung von Bad Zwesten.

## Politische Positionen

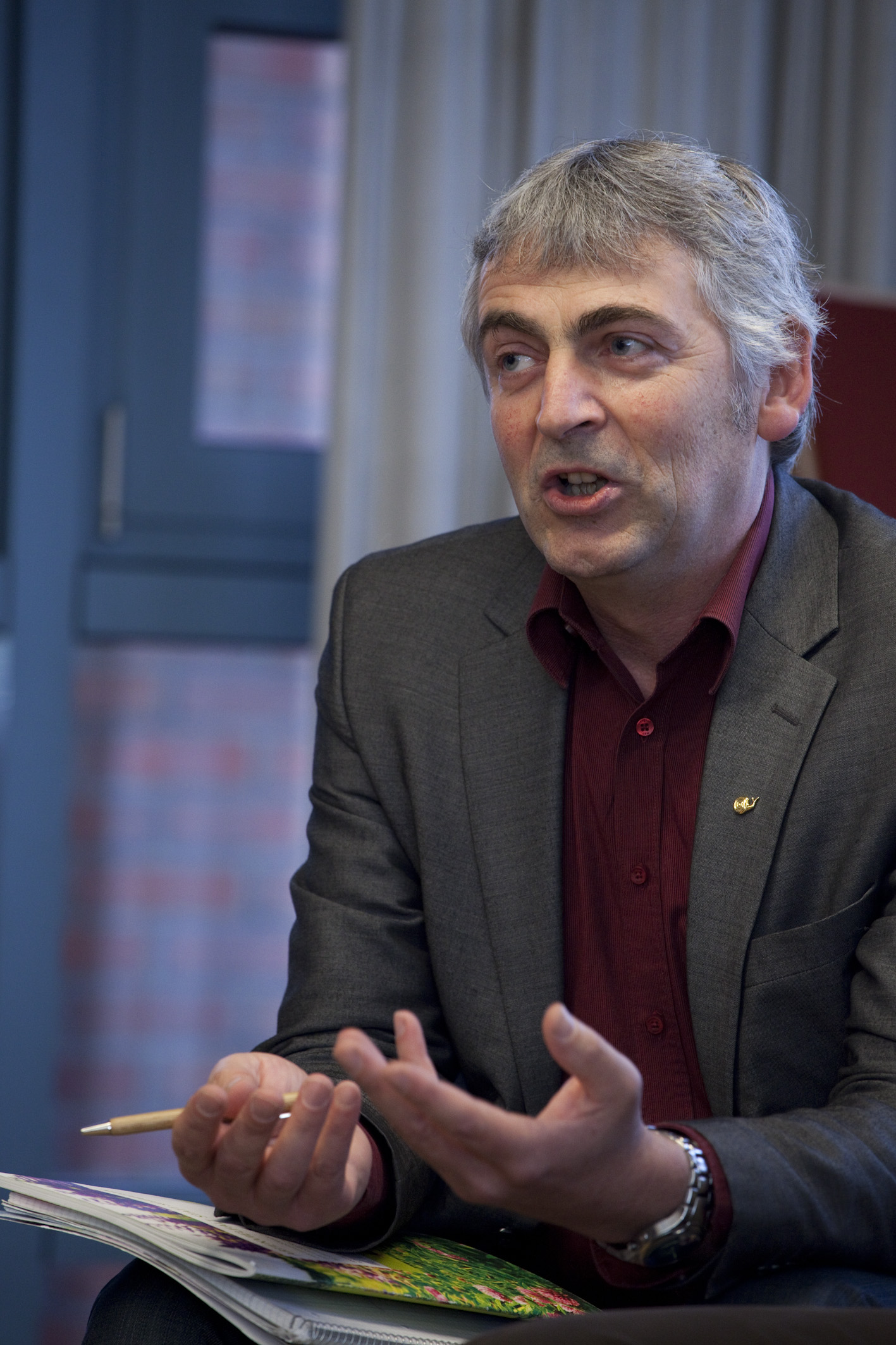
Martin Häusling beim Forum „Ökolandbau und nachwachsende Rohstoffe - Zielkonflikt nachhaltiger Agrarwirtschaft?“ 2011

Martin Häusling kritisiert den Einsatz von Pflanzengiften und warnt vor der weiteren Intensivierung der Landwirtschaft zum Schaden von Umwelt und Natur. Nach seiner Auffassung sind zum Beispiel überhöhte Gülleausbringung sowie zusätzliche mineralische (Kunst-)Dünger verantwortlich für zu hohe Nitrateinträge im Grundwasser. Die Anwendung von Herbiziden wie Glyphosat und Insektizide zum Beispiel Neonikotinoide hält er für eine der Hauptursachen des Verlustes an Biodiversität. In zahlreichen Publikationen warnt Häusling, das Agrarsystem laufe Gefahr, Mensch und Natur zu überlasten.
Häusling fordert die Europäische Kommission auf, die anstehende Förderperiode der Gemeinsamen Agrarpolitik (GAP) neu zu strukturieren. Für den Zeitraum 2021 bis 2027 sollen die Direktzahlungen, nach denen Landwirte einen bestimmten Betrag pauschal pro Hektar bewirtschaftete Fläche bekommen, begrenzt und Zahlungen der EU verstärkt der ökologische Nutzen von landwirtschaftlichem Handeln gefördert werden. Der Agrar-Haushalt ist mit derzeit 58 Milliarden Euro jährlich der größte gemeinsame Ausgabeposten der Europäischen Union. Etwa 80 % werden in der sogenannten ersten Säule als Direktzahlung an landwirtschaftliche Unternehmen ausgezahlt.
Martin Häusling kritisierte in einer Publikation von 2019 neue gentechnische Verfahren und unterstützt eine Kennzeichnungspflicht für Gentechnik.
Häusling ist für die Beschränkung der Verwendung von Antibiotika in der Tiermast und erhielt deshalb im Zuge der Abstimmung um eine Ergänzungsverordnung zu der ab 2022 gültigen EU-Arzneimittelverordnung 2019/6 Widerspruch und Kritik von Tierärzten (insb. dem Bundesverband praktizierender Tierärzte), laut denen bei Verabschiedung des Vorschlags der Grünen/EFA auch keine kranken Haustiere mehr mit Antibiotika behandeln werden könnten. Inwieweit dies tatsächlich der Fall ist, ist umstritten.
Auf seiner Webseite veröffentlicht Häusling zum Zwecke der Transparenz eine Aufschlüsselung, wie er die allgemeine Abgeordnetenentschädigung, die er als Abgeordneter erhält, verwendet.

## Abgeordneter
Häusling ist seit 2009 Mitglied des Europäischen Parlaments (EP). Er gehört der Fraktion Grüne/EFA an und ist deren agrarpolitischer Sprecher. Er ist Mitglied im EU-Agrarausschuss (AGRI) Ausschuss für Landwirtschaft und ländliche Entwicklung und dort Koordinator für Fraktion Die Grünen/EFA sowie Mitglied im EU-Umweltausschuss (ENVI). Zudem ist er in der Delegation im EU-Chile und in der Delegation in der Parlamentarischen Versammlung Europa-Lateinamerika.
Häusling war von 2003 bis 2008 Mitglied des Hessischen Landtages und fachpolitischer Sprecher für Landwirtschaft, Forsten, Jagd, Europa und Verbraucherschutz. Er war Mitglied im Ausschuss für Umwelt, ländlichen Raum und Verbraucherschutz und dem Europaausschuss. Nachdem er bei der Landtagswahl 2008 auf Platz 12 der Landesliste der Grünen zunächst nicht in den Landtag gewählt worden war, zog er bei der überraschenden Neuwahl 2009 erneut in den hessischen Landtag ein. Bei der Europawahl 2009 war er jedoch für Bündnis 90/Die Grünen in das Europäische Parlament (EP) gewählt worden, woraufhin er am 14. Juli 2009 aus dem Landtag ausschied und Daniel May sein Nachrücker wurde. Bei den Europawahlen 2014, 2019 und 2024 wurde er erneut ins Europäische Parlament gewählt.
Häusling war EP-Berichterstatter bei der Reform der EU-Öko-Verordnung.

## Mitgliedschaften
Martin Häusling ist Mitglied des ökologischen Anbauverbandes Bioland.

## Filme
- Landraub – Dokumentarfilm, Österreich 2015 – Regie: Kurt Langbein
- Bauer unser – Dokumentarfilm, Österreich 2016 – Regie: Robert Schabus
- Gekaufte Agrarpolitik – Die Story im Ersten (ARD) – Valentin Thurn zusammen mit Tatjana Mischke, Erstausstrahlung 29. April 2019
- Brot – Dokumentarfilm, Österreich 2020 – Regie: Harald Friedl
- Die letzten Feldhamster, Deutschland 2025 – Regie: David Cebulla